# Dearham
Dearham è un villaggio e parrocchia civile dell'Inghilterra, appartenente alla contea della Cumbria.
| Controllo di autorità | VIAF (EN) 132720025 · LCCN (EN) n2002046161 · J9U (EN, HE) 987007478057005171 |